# Wilster
Wilster é uma cidade da Alemanha localizada no distrito de Steinburg, estado de Schleswig-Holstein.
Wilster é a sede do Amt de Wilstermarsch, porém, não é membro.

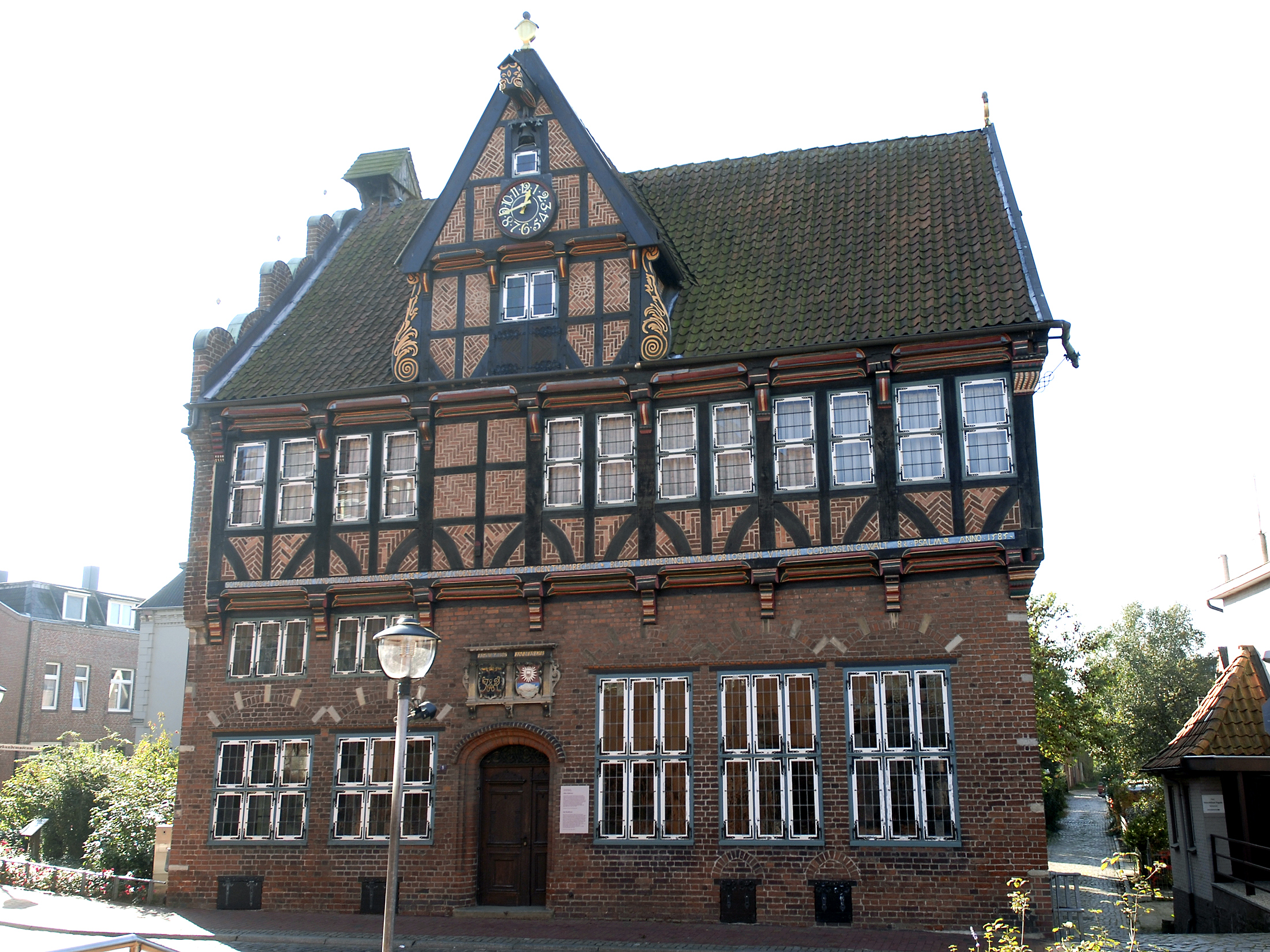
Antiga prefeitura de Wilster